# 基瓦利克 (阿拉斯加州)
基瓦利克（英語：Kiwalik）是位於美國阿拉斯加州西北-北極自治市鎮的一個非建制地區。該地的面積和人口皆未知。

## 地理
基瓦利克的座標為66°01′32″N 161°50′31″W / 66.02556°N 161.84194°W，而該地的平均海拔高度為2米（即7英尺）。